# Grigore de Nazianz
Grigorie de Nazianz, cunoscut și ca Grigorie Teologul, (în greacă Γρηγόριος ὁ Ναζιανζηνός;  n. 330, Nazianz, d. 25 ianuarie 389/390, Nazianz) a fost un teolog grec, episcop de Constantinopol, unul din Părinții Bisericii („sfinții părinți”). Grigorie de Nazianz este sărbătorit în Biserica Latină la 2 ianuarie, iar în Biserica Greacă la 25 ianuarie. De asemenea, este sărbătorit și la 30 ianuarie, la praznicul Sfinților Trei Ierarhi, împreună cu sfinții Vasile cel Mare și Ioan Gură de Aur.

## Viața
S-a născut la Nazianz, ca fiu al episcopului cu același nume al acestui oraș din Asia Mică.
A făcut multe călătorii pentru a se instrui și o vreme l-a urmat în singurătate pe prietenul său, Sf. Vasile cel Mare. A devenit călugăr, apoi a fost sfințit preot (cca. 360), apoi episcop de Sasima (372) și a devenit, pentru scurt timp, arhiepiscop al Constantinopolului (din 379). Dar din cauza grupărilor rivale care sfâșiau Biserica sa, din anul 383 s-a retras la Nazianz, unde a rămas până la moarte, dedicându-se rugăciunii și lucrărilor teologice. Pentru marea și adânca sa învățătură și pentru elocvența cu care o împărtășea, a fost numit «teologul».

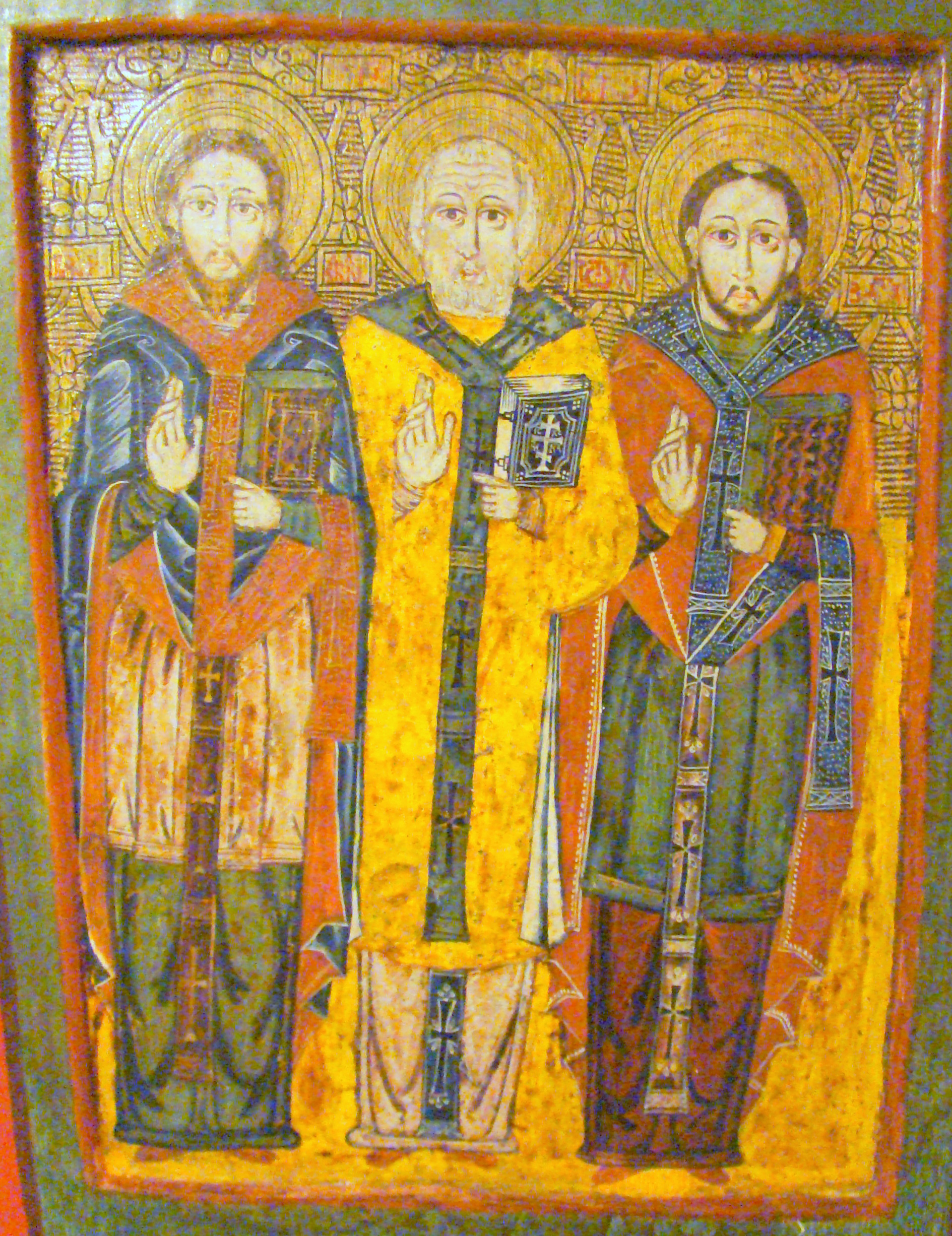
Sfinții Trei Ierarhi: Vasile cel Mare, Grigore Teologul și Ioan Gură de Aur (pictor maramureșan, sec.XVII)

## Moaște
O parte din capul Sf. Grigorie Teologul se află la Mănăstirea Slatina din județul Suceava (România), fiind adusă de la Constantinopol de către domnitorul Alexandru Lăpușneanu. El a fost așezat într-o raclă ferecată cu argint și cu pietre scumpe, după cum spune cronicarul Ion Neculce. În timpul primului război mondial, mai multe racle cu moaște de sfinți (printre care și racla cu moaștele Sf. Grigore) au fost duse la adăpost în Rusia țaristă, odată cu tezaurul României. În 1956 URSS a restituit României o mică parte din tezaur, printre care și raclele cu moaștele sfinților. Raclele cu moaștele și celelalte obiecte de cult de preț au fost duse însă la Muzeul Național de Artă din București.
În urma intervenției Sfântului Sinod al Bisericii Ortodoxe Române, racla cu moaștele Sfântului Grigorie Teologul a fost readusă la 12 februarie 2001 la Mănăstirea Slatina. Ea s-a aflat timp de 10 zile în biserica Mănăstirii “Sf. Ioan cel Nou” din Suceava, de unde a fost dusă în procesiune la Slatina, fiind însoțită de un sobor de preoți în frunte cu arhiepiscopul Pimen Zainea al Sucevei și Rădăuților.

## Opera
A scris poeme teologice, istorice și autobiografice, notabile prin inspirația vie din epocă, meditația filozofică asupra vieții, apropiată de cea a poeților elegiaci ne-creștini.
Expresia lirică a sentimentelor este completată de descrierile din natură și de o măsură metrică adecvată.

### Scrieri
- Despre viața sa ("Peri to heautu bion")
- Plângere pentru suferințele sufletului ("Threnos peri ton tes heautu psyches pathon")
- Cântec de seară ("Hymnos hesperinos")
- Discursuri ("Logoi")
- Invective ("Logoi steliteutikoi").

## Citate

### Despre pedagogia divină în revelarea Sfintei Treimi
"Vechiul Testament proclama limpede pe Tatăl, mai nedeslușit pe Fiul. Cel Nou l-a arătat pe Fiul, a făcut să se întrezărească dumnezeirea Fiului. Acum Duhul are drept de cetățenie printre noi și ne dă o viziune mai clară despre sine. Într-adevăr, nu era prudentă proclamarea pe față a Fiului, pe când nu se mărturisea încă dumnezeirea Tatălui, nici adăugarea Duhului Sfânt ca o povară în plus, ca să folosesc o expresie cam îndrăzneață, pe când nu era încă recunoscută dumnezeirea Fiului... Numai prin înaintări și progresări din slavă în slavă lumina Treimii va lumina în cea mai limpede strălucire" (Orationes theologicae 5, 26, PG 36, 161 C).

### Despre Botez
"Botezul este cel mai frumos și cel mai minunat dintre darurile lui Dumnezeu (...). Îl numim dar, har, ungere, luminare, haină de nestricăciune, baie a renașterii, pecete și tot ce poate fi mai scump. Este dar, pentru că este oferit celor care nu aduc nimic, este har, fiindcă este dăruit chiar și celor păcătoși; botez, pentru că păcatul este îngropat în apă; ungere, pentru că este sfânt și regesc (așa sunt cei care sunt unși); luminare, fiindcă este lumină strălucitoare; haină, fiindcă acoperă ocara noastră; baie, pentru că spală; pecete, fiindcă ne ocrotește și fiindcă este semnul puterii lui Dumnezeu" (Oratio 40, 3-4; PG 36, 361 C).

### Despre harul și misiunea preoțească
Înainte de a-i purifica pe alții, trebuie să începi prin a te purifica pe tine însuți; ca să poți învăța, trebuie să fii tu însuți învățat; să devii lumină, ca să luminezi, să te apropii de Dumnezeu, ca să-i poți apropia de El pe ceilalți, să fii sfințit, ca să sfințești, să duci de mână și să sfătuiești cu înțelepciune. Știu ai cui slujitori suntem, la ce înălțime ne aflăm și cum este Acela spre care ne îndreptăm. Cunosc măreția lui Dumnezeu și slăbiciunea omului, dar și puterea lui. [Așadar, cine este preotul? Este] apărătorul adevărului, se înalță împreună cu îngerii, preamărește laolaltă cu arhanghelii, ridică pe altarul din ceruri jertfele, este părtaș la preoția lui Christos, plămădește din nou făptura, reface [în ea] chipul [lui Dumnezeu], o zidește din nou pentru lumea de sus și, lucrul cel mai însemnat, este îndumnezeit și îndumnezeiește (Oratio 2, 71; 74, 73. PG 35, 480 A; 481 A-B).